# Касик еквадорський
Касик еквадорський (Cacicus sclateri) — вид горобцеподібних птахів родини трупіалових (Icteridae). Мешкає на заході Амазонії. Вид названий на честь британського орнітолога Філіпа Склейтера.

## Опис
Довжина самця становить 23 см, самиці дещо менші. Забарвлення повністю чорне, дзьоб білуватий, довгий, загострений. Райдужки у дорослих птахів блакитні, у молодих птахів карі. Еквадорські касики відрізняються від чорних касиків дещо більшими розмірами, більш темними очима і поведінкою: птах проводить більше часу в підліску та на землі і менше на деревах.

## Поширення і екологія
Еквадорські касики мешкають на півдні Колумбії, на сході Еквадору та на північному сході Перу. Вони живуть у вологих рівнинних тропічних лісах, у варзейських лісах (тропічних лісах у заплавах Амазонки і її притоків) та на плантаціях. Зустрічаються на висоті до 550 м над рівнем моря. Зустрічаються поодинці, іноді парами або невеликими сімейними зграйками. Живляться комахами, зокрема мурахами, жуками і гусінню, а також плодами і нектаром.